# Dancing at Lughnasa
Ballando a Lughnasa (Dancing at Lunghnasa) è un'opera teatrale del drammaturgo irlandese Brian Friel, debuttata a Dublino nel 1990. Il dramma ebbe un grande successo internazionale e vinse il Tony Award alla migliore opera teatrale prima di essere riadattato nell'omonimo film di Pat O'Connor con Meryl Streep e Michael Gambon.

## Trama
Le sorelle Mundy, tutte nubili, vivono in un piccolo cottage vicino a Ballybeg, in Irlanda. Kate, la maggiore, è un'insegnante, Agnes e Rose cuciono guanti e fanno i lavori di casa insieme a Maggie e Christine. Christine ha un figlio illegittimo, il piccolo Michael, e loro fratello Jack è tornato a casa dopo 25 anni di missioni in Uganda ed è gravemente malato. Gerry, il padre di Michael, visita la famiglia saltuariamente: è un uomo affascinante, ma totalmente inaffidabile. Durante l'estate che passa con le zie e la madre, Michael vede le donne della sua famiglia cercare disperatamente l'amore, ma fallire una dopo l'altra mentre la vita prende il sopravvento.

## Adattamenti
Nel 1998 il regista Pat O'Connor ha diretto la versione cinematografica Ballando a Lughnasa.

## Edizioni italiane
- Brian Friel, Traduzioni e altri drammi, traduzione di it. di Carla De Petris, Bulzoni, 1996, ISBN 978-8871199573.